# Пеггі Агерн
Пеггі Ленор Агерн Блейлок (англ. Peggy Lenore Ahearn Blaylock; 19 березня 1917, Дуглас, Аризона — 24 жовтня 2012, Калвер-Сіті, Каліфорнія), відома під сценічним ім'ям Пеггі Агерн (англ. Peggy Ahern) — американська кіноакторка. Відома, перш за все, завдяки участі протягом 1924—1927 років у кількох фільмах комедійної серії «Наша банда» (англ. Our Gang) Гела Роуча.

## Життєпис та кар'єра
Пеггі Агерн народилася 19 березня 1917 року в Дугласі, штат Аризона. 1921 року з батьками переїхала до Калвер-Сіті, що в Каліфорнії.
Почала акторську кар'єру ще дитиною, знявшись у фільмі Гела Роуча «Поклик предків», в якому одну з головних ролей зіграла її молодша сестра Лессі Лу Агерн.
Наступною її роботою в кіно стали невеличкі ролі в двох фільмах 1925 року: «Вибачте мене» (з Нормою Ширер у головній ролі) та «Не так давно» (з Рікардо Кортесом та Бетті Бронсон).
У 1924—1927 роках вона зіграла у восьми фільмах Гела Роуча циклу «Маленький негідник» (англ. Little Rascal) («Наша банда»).
1932 року Пеггі та її сестра Лессі Лу організували пісенно-танцювальний дует The Ahern Sisters, який проіснував до 1939 року.
Померла Пеггі Агерн 24 жовтня 2012 року у віці 95 років.